# Lee Myung-bak
Lee Myung-bak (Osaka (Japan), 19 december 1941) is een Zuid-Koreaans politicus.
Tussen 25 februari 2008 en 25 februari 2013 was Myung-bak president van Zuid-Korea. Daarvoor was hij van 2002 tot 2006 burgemeester van Seoel. Myung-bak is lid van de Saenuri Partij. Hij wordt als conservatief beschouwd en is een voorstander van een harder standpunt tegenover Noord-Korea.

## Burgemeester van Seoel
Lee Myung-bak verwierf bekendheid als de burgemeester van Seoel, een functie die hij vanaf 2002 bekleedde. Tijdens zijn ambtstermijn restaureerde hij Cheonggyecheon, een prestigieus project waarmee hij internationaal in de schijnwerpers kwam te staan.

## President (2008–2013)
In de presidentsverkiezingen van december 2007 kreeg hij 48,6% van de uitgebrachte stemmen. Zijn opponent, de liberale Chung Dong-young, bleef ver achter met 26,8% van de stemmen. Lee werd op 25 februari 2008 als president geïnstalleerd.
Lee gaf als president de voorkeur aan een harder standpunt na provocaties vanuit Noord-Korea. Onder zijn bewind heeft de zichtbaarheid en invloed op het wereldtoneel vergroot, wat resulteerde in de bijeenkomst van de G20 in Seoel in november 2010.
Hij bedacht het economische 747 Plan. Hij wilde in zijn regeerperiode een gemiddelde economische groei van 7% bewerkstelligen, een bruto nationaal product per hoofd van US$ 40.000 bereiken en hiermee zou Zuid-Korea op de zevende plaats komen op de wereldranglijst van landen met het hoogste bruto nationaal product. In 2010 realiseerde Zuid-Korea een economische groei van 6,8%, dit was het beste jaar en gemiddeld kwam de groei uit op zo'n 3,5% in de jaren tussen 2008 en 2012.
Na zijn succes als burgemeester met het Cheonggyecheon project kwam hij met het plan een waterverbinding te maken tussen de havenstad Busan, in het uiterste zuiden van Zuid-Korea, en de hoofdstad Seoel. De afstand van 500 kilometer gaat grotendeels over bestaande rivieren, maar om deze met elkaar te verbinden moet kanalen en andere werken worden aangelegd, waaronder een 20 kilometer lange tunnel onder de bergen. De investering werd geraamd op zo'n US$ 16 miljard. Economisch was dit project niet te verantwoorden en het plan is niet ten uitvoer gebracht.
Seoel heeft sinds de jaren vijftig van de 20e eeuw geen open verbinding met zee. Na Seoel vormt de Han Gang over de laatste 50 kilometer de grens met Noord-Korea. Dit deel van de rivier ligt in de Koreaanse gedemilitariseerde zone en scheepvaartverkeer is niet toegestaan. In 2009 besloot zijn regering een kanaal te graven van de Han Gang naar de zee. Het Arakanaal werd in 2012 voltooid. Het kanaal komt bij Incheon in zee en ligt op ruim 20 kilometer ten zuiden van de Noord-Koreaanse grens. Het is 18 kilometer lang en is geschikt voor grote container- en passagiersschepen.
Tijdens de eerste decennia van het bestaan van Zuid-Korea kampte de rivier met zware vervuiling. De snelle industrialisatie en de bevolking maakten van de rivier een riool voor industrieel en stedelijk afval. Seoul en de overheid hebben veel maatregelen genomen om de waterkwaliteit van de rivier te verbeteren. Met succes want tijdens de Olympische Zomerspelen 1988 werd de rivier gebruikt voor roeiwedstrijden.
Hij beëindigde zijn termijn van vijf jaar op 24 februari 2013 en werd opgevolgd door Park Geun-hye.

## Corruptie
Op 22 maart 2018 werd Lee gearresteerd op beschuldiging van omkoping, verduistering en belastingontduiking die tijdens zijn presidentschap zouden hebben plaatsgevonden. Volgens de aanklagers had hij steekpenningen ontvangen voor een totaal bedrag van 11 miljard won (circa US$ 10 miljoen). Kort voor zijn arrestatie plaatste Lee een handgeschreven verklaring op Facebook waarin hij de beschuldigingen ontkende. Lee's arrestatie vond ongeveer een jaar na de arrestatie van zijn opvolger en eveneens voormalig president Park Geun-hye. Park Geun-Hye werd gearresteerd op beschuldiging van het Zuid-Koreaanse politieke schandaal van 2016. Lee werd op 5 oktober 2018 veroordeeld tot 15 jaar gevangenisstraf. In hoger beroep werd de straf met twee jaar verlengd tot 17 jaar.
In december 2022 kreeg hij een presidentieel pardon en zal spoedig worden vrijgelaten. Hij is niet de enige, de huidige president Yoon Suk-yeol heeft meer dan 1300 hooggeplaatste politici en voormalige functionarissen, die tijdens de vorige regeringen werden veroordeeld voor corruptie en andere onregelmatigheden, gratie verleend.
Syngman Rhee · Heo Jeong (waarnemend) · Yun Bo-seon · Park Chung-hee · Choe Gyuha · Chun Doo-hwan · Roh Tae-woo · Kim Young-sam · Kim Dae-jung · Roh Moo-hyun · Goh Kun (waarnemend) · Lee Myung-bak · Park Geun-hye · Hwang Kyo-ahn (waarnemend) · Moon Jae-in · Yoon Suk-yeol